# Radu Coclici
Radu Eugeniu Coclici (n. 26 septembrie 1970) este  politician de profesie român, membru al Parlamentului României. Radu Coclici a fost validat în legislatura 2004-2008 pe data de 13 august 2008 pe listele PSD și l-a înlocuit pe deputatul Mugurel Liviu Sârbu. În legislatura 2008-2012, Radu Coclici a fost membru în grupurile parlamentare de prietenie cu Republica Cehă și Republica Panama.    
Site-ul sau este www.cocliciradu.ro Arhivat în 6 aprilie 2012, la Wayback Machine.

## Critici
În legislatura 2008 - 2012, Radu Coclici și-a angajat pe mama sa în funcția de consilier al propriului birou parlamentar cu venituri totale 32.576 ron, încălcând astfel articolul 70 din Legea 161/2003 privind conflictul de interese administrativ.